# Sněhurka a jak to bylo dál
Sněhurka a jak to bylo dál (též Sněhurka navždy šťastná, v anglickém originále Happily Ever After) je americký animovaný film společnosti Filmation z roku 1990. Postavy v originále namluvili Irene Cara, Phyllis Diller, Tracy Ulman, Malcolm McDowell a další.
Film původně natočila společnost Filmation v roce 1988 pod názvem Sněhurka a Zlé království. Vedení společnosti Disney se ale obávalo, že si lidé budou snímek plést s originálním pokračováním, produkovaným právě jejich studie. Při vzniku filmu se tak právníci studia Walt Disney snažili producentům jejich práci co nejvíce znepříjemnit. I proto tak v pohádce nejsou trpaslící, na které vlastní práva právě Disneyova studia, ale trpaslinky. Po dokončení snímku vznesla společnost Walt Disney žalobu, která uvedení filmu opozdila o pět let, donutila produkční fírmu vyhlásit kvůli právním poplatkům bankrot, v několika drobnostech změnit obsah filmu a také název na svou konečnou podobu.

## České znění
Tv Dabing
- Yvetta Blanarovičová – Sněhurka
- David Prachař – Kouzelné zrcadlo
- Jaromír Meduna – Lord Mallis
- David Suchařípa – Princ
- Martin Stropnický – Vejr,Slunečnice a titulky
- Hana Talpová – Matka příroda,Veverka
- Jitka Sedláčková – Bláta
- Inka Šecová – Pýrek
- Dana Batulková – Bouřilka
- Zuzana Petráňová - Hykyšová – Rozpálie
- Jana Radojčičová – Květka, Měsíčnice, Voděnka
- Linda Finková – zpěv při titulcích

- Vyrobila Česká televize 1993

DVD dabing
- Markéta Haroková, Miroslav Rataj, Roman Harok, Tomáš Jirman, Lenka Pavlíčková, Petr Novák, Jana Zajacová, Lada Bělašková, Anna Cónová.
- Vyrobilo: Studio Zero 2007